# هيلينا شتربوفا
هيلينا شتربوفا (بالتشيكية: Helena Štěrbová)‏ مواليد 5 أبريل 1988، هي لاعبة كرة يد تشيكية تلعب كظهير أيسر. مثلت منتخب التشيك لكرة اليد للسيدات.

## سجل المنافسة
شاركت في البطولات التالية:
- بطولة العالم لكرة اليد للسيدات 2013
- بطولة أوروبا لكرة اليد للسيدات 2012

## روابط خارجية
- هيلينا شتربوفا على موقع الاتحاد الأوروبي لكرة اليد (الإنجليزية)